# María Galindo
María Renée Galindo Nedder (La Paz, Bolivia; 15 de septiembre de 1964) es una filósofa, activista boliviana, psicóloga, militante del feminismo radical, escritora  y comunicadora, cofundadora y líder del colectivo Mujeres Creando.

## Trayectoria
María Galindo nació el año 1964 en la ciudad de La Paz. Comenzó sus estudios escolares en 1970, se recibió de bachiller en su ciudad natal el año 1981. En 1992 fue cofundadora junto a Julieta Paredes y Mónica Mendoza del colectivo Mujeres Creando.
En sus tempranos años de militancia social Galindo declaró su lesbianismo abiertamente.
En 2006 lanzó su candidatura a la Asamblea Constituyente por el Movimiento Bolivia Libre (MBL) como un acto simbólico y de crítica al proceso mismo. En este contexto, redactó y publicó, junto al Movimiento Mujeres Creando, La Constitución Política Feminista del Estado.
Tras la visita del presidente iraní a Bolivia, Mahmud Ahmadineyad, recibido por Morales el 27 de septiembre de 2007, expresó una protesta en la cadena televisiva de Unitel, donde se refirió tanto al tema de la violación de los derechos humanos como a la persecución y ejecución a las mujeres y homosexuales. 
En 2007, junto a la escritora argentina Sonia Sánchez, publicó Ninguna mujer nace para puta, presentado en la Plaza Once de Buenos Aires rebautizada como Plaza de los Prostituyentes para denunciar el tráfico y la explotación sexual, en una acción pública que sirvió como lanzamiento del libro. Ese mismo año empezó a codirigir la emisora Radio Deseo y a presentar el programa La loca mañana.
En 2013 publicó No se puede descolonizar sin despatriarcalizar, en el que critica al patriarcado como base de toda dominación, incluyendo el racismo.
En marzo de 2017 participó en una acción a favor de la despenalización del aborto frente a la catedral de La Paz convocada por Mujeres Creando. En junio del mismo año presentó el libro No hay libertad política sin libertad sexual, producto de la investigación realizada entre 2015 y 2016 en la Asamblea Legislativa Plurinacional sobre la homofobia en la Asamblea Legislativa auspiciada por la Vicepresidencia del Estado de Bolivia. La publicación del estudio fue publicado con el apoyo de la financiación colectiva a partir de la plataforma Verkami.
A finales de 2019, Galindo estuvo involucrada en una controversia por un artículo, en el cual criticó duramente a la presidenta boliviana Jeanine Añez.
Galindo también ha recibido críticas por otros grupos feministas por considerarse la única voz dentro del feminismo boliviano.
El Museo Nacional Centro de Arte Reina Sofía de Madrid adquirió en 2021 su obra "Ave María, llena eres de rebeldía", la cual fue expuesta en la renovación de las colecciones del museo presentada en noviembre de ese mismo año.
El libro "FEMINISMO BASTARDO" ha sido editado en 7 países:
- Chile por la editorial USACH, editorial de la Universidad de Santiago de Chile
- Perú por Isole editorial, presentado en 5 ciudades del Perú
- Argentina por LAVACA presentado en 3 ciudades argentinas
- México por Mantis que ha llevado la obra y su autora en promoción a la feria del libro de Guadalajara
- Italia
- España distribuido por Traficantes de Sueños con 8 presentaciones en todo el país
- Bolivia la tercera edición con más de 20 presentaciones en provincias, capitales de departamento, universidades y grupos de mujeres. Prólogo escrito por el filósofo Paul B. Preciado.

## En la cultura popular boliviana
En 2022 el grupo boliviano de cumbia Los Brothers escribió una cumbia en homenaje a María Galindo titulada "Digipi, diripi, diripitiripi", tomando como base unos cuestionamientos que Galindo le hizo al Tribunal Disciplinario de la Dirección Departamental de Investigación Interna (Didipi), la Defensoría del Pueblo, y la unidad de Trata y Tráfico de Personas de la FELCC.

## Algunas publicaciones

### Libros
- Y si fuésemos una espejo de la otra, por un feminismo no racista (1992)
- María Galindo. 2005. Archivo Cordero 1900 - 1961 Edición Turner.
- María Galindo, Sonia Sánchez. 2007. Ninguna mujer nace para puta. Edición ilustrada de Lavaca Editora, 220 pp. ISBN 987-21900-3-8
- Mujeres Grafiteando(2006), autoría colectiva de recopilación de grafitis producidos por Mujeres Creando.
- María Galindo. 2013. No se puede Descolonizar sin Despatriarcalizar. ISBN 97899954-2-622-4
- María Galindo, 2016 Espejito Mágico, un conjunto de retratos de mujeres escritos para Radio.
- No hay libertad política sin libertad sexual (2017)
- Feminismo bastardo (2021). ISBN:9789200738388,  ha sido editado en 6 países con ediciones propias:

### Producción cinematográfica
- Serie Acciones (2002); esta serie fue expuesta en el Centro de Arte Reina Sofía en el 2003 en el contexto de Versiones del Sur.
- Mamá No me lo Dijo (2004); serie de televisión difundida en Bolivia en canal abierto. La filmación de este trabajo supuso un proceso judicial por Actos obscenos iniciado por el Estado de oficio.
- Exiliadas del Neoliberalismo (2004); documental sobre las mujeres bolivianas migrantes a España.
- Amazonas, mujeres indomables (2009); documental sobre un grupo de acción argentino de lucha contra la violencia machista instalado en los barrios habitados mayormente por migrantes bolivianas, peruanas y paraguayas.
- Virgen Cerro y Virgen Barbie; cortos que formaron parte de la instalación en la muestra Principio Potosí
- 13 Horas de Rebelión (2013); 6 cortometrajes, uno de los cuales ha formado parte central de la instalación de Mujeres Creando en la Bienal de Arte de Sao Paolo en el 2014.
- Revolución (2023); documental que tiene como protagonistas a integrantes de OMESPRO (Organización de Mujeres en situación de prostitución) La Paz y OMESPRO Santa Cruz quienes como constructoras del relato trasladan el escenario de la prostitución a un espacio político y poético.